# 仙鳳趾村
仙鳳趾村（せんぽうしむら）は、北海道釧路郡釧路町にある大字。牡蠣の名産地として知られる。郵便番号は仙鳳趾が088-0831、知方学が088-0832、老者舞が088-0833、汐見が088-0834、オタクパウシが088-0835。

## 地理
釧路町の東端に位置しており、釧路町跡永賀村、昆布森村、厚岸郡厚岸町上尾幌、尾幌と隣接する。

### 山
- 円山

### 河川
- 古番屋川
- 別太川
- オタクパウシ川

### 岬
- 尻羽岬

## 歴史

### 地名の由来
アイヌ語の「魚のわきたつところ」、「小魚がたくさんいるところ」が由来となっている。

### 沿革
- 1872年（明治5年）ごろ - 仙鳳趾村が設置される[7]。
- 1876年（明治9年） - 大区小区制の実施に伴い第24大区第2小区に編入される[8]。
- 1878年（明治11年）7月30日 - 仙鳳趾駅逓所が設置される[8]。
- 1900年（明治33年） - 仙鳳趾簡易教育所（のちの仙鳳趾小学校）が開校する[9]。
- 1901年（明治34年） - 第二仙鳳趾簡易教育所（現在の知方学小学校）が開校する[9]。
- 1919年（大正8年） - 昆布森村と合併したことで同村の一部となる。
- 1947年（昭和22年） - 仙鳳趾中学校、太洋中学校が開校する[9]。
- 1955年（昭和30年）1月1日 - 釧路村と合併したことで同村の一部となる[9]。
- 1968年（昭和43年） - 厚岸道立自然公園の区域に尻羽岬から昆布森村来止臥までの沿岸部が編入される[9]。
- 1975年（昭和50年） - 太洋中学校が知方学中学校に改称される[9]。
- 1978年（昭和53年） - 知方学中学校が閉校する[9]。
- 1980年（昭和55年） - 釧路村が町制を施行し、釧路町となる[9]。
- 1986年（昭和61年） - 仙鳳趾中学校が閉校する[9]。
- 2008年（平成20年） - 仙鳳趾小学校が閉校する[9]。

## 主な小字
- 老者舞（おしゃまっぷ）
- オタクパウシ
- 去来牛（さるきうし）
- 賤夫向（せきねっぷ）
- 仙鳳趾（せんぽうし）
- 知方学（ちっぽまない）
- 重蘭窮（ちぷらんけうし） - アイヌ語のチㇷ゚・ランケ・ウシ（いつも舟を下ろすところ）が由来とされる[10]。
- 入境学（にこまない）
- 別尺泊（べっしゃくどまり）
- 分遣瀬（わかちゃらせ）

### 消滅集落
- 古番屋
- 便内
- ポンルクシュポール

## 世帯数と人口
2023年（令和5年）12月31日現在の世帯数と人口は以下のとおりである。
| 町名         | 世帯数  | 人口  |
| ------------ | ------- | ----- |
| 大字仙鳳趾村 | 117世帯 | 304人 |

## 小・中学校の学区
町立小・中学校に通う場合、学区は以下の通りとなる。
|          | 小学校               | 中学校               |
| -------- | -------------------- | -------------------- |
| ほぼ全域 | 釧路町立知方学小学校 | 釧路町立昆布森中学校 |
| 入境学   | 釧路町立昆布森小学校 | 釧路町立昆布森中学校 |

## 交通
- 国道44号（字ポンルクシュポールを通過）
- 北海道道142号根室浜中釧路線

## 施設
- 釧路町立知方学小学校
- セキネップ展望広場